# 三津家伝之
三津家 伝之（みつか でんし、1870年10月17日（明治3年9月23日） - 1947年（昭和22年）6月20日）は、日本の政治家。衆議院議員（1期）。

## 経歴
熊本県出身。熊本文学館と明治法律学校で学ぶ。横嶋村議、玉名郡議、熊本県議、同参事会員、同副議長、所得税調査委員、地方森林会議員、横島村農会長、熊本県水産組合連合会副会長、肥後米券倉庫組合長、熊本県農会特別議員、県産牛馬組合連合会組長、玉名銀行、肥後米券倉庫会社各取締役、肥後農工銀行、九州蚕糸信託会社各監査役を務めた。
1915年の第12回衆議院議員総選挙において熊本県郡部から立憲同志会公認で立候補して当選した。1917年の第13回衆議院議員総選挙には出馬しなかった。1947年死去。